# Syndicats libres (Espagne)
Pour les articles homonymes, voir Syndicats libres.
Les Syndicats  libres (en espagnol : Sindicatos Libres ; en catalan : Sindicats Lliures) sont un syndicat fondé à Barcelone (Catalogne, Espagne) en 1919 par des travailleurs carlistes, pendant la crise de la Restauration, et actif jusqu'à la chute du régime en 1931, pour contrer les anarcho-syndicalistes de la CNT. Le groupe aidait les patrons à réprimer les syndicalistes en grève. Il a été décrit comme un « syndicat jaune » à tendance proto-fasciste, bien qu’en pratique une grande partie de ses militants de base aient oscillé entre le syndicalisme de droite et de gauche. Les Sindicatos perdirent de leur vigueur pendant la dictature de Miguel Primo de Rivera et furent finalement dissous à la proclamation de la Seconde République espagnole.

## Histoire
Les Syndicats libres furent fondés le 10 octobre 1919 à Barcelone, durant une période de troubles sociaux violents opposant les employeurs aux travailleurs de la ville, avec une vague de  pistolérisme qui dégénèra en une véritable guerre dans les rues. Les employeurs estimant que la Garde civile et l’armée espagnoles étaient inefficaces dans leur gestion de l'ordre public, ils fomentèrent les Sindicatos et les utilisèrent comme des milices contre les anarcho-syndicalistes. Regroupant des ouvriers catholiques très conservateurs, ils prirent certaines des caractéristiques d'un syndicat jaune à mesure que les subventions des employeurs aux groupes augmentaient.
Villependés par leurs rivaux anarcho-syndicalistes qui les considéraient comme des briseurs de grève, les Sindicatos Libres se rangèrent du côté des autorités dans la période 1920-1922, lorsque le gouverneur civil Severiano Martínez Anido et le chef de la police Miguel Arlegui déclenchèrent une campagne de terrorisme d'État contre les syndicalistes,. À l'exception d'un noyau réduit de militants carlistes, son militantisme était relativement peu idéologisé, ses membres revenant souvent à la CNT. Leur nombre s’éleva à 150 000 dans la période 1920–1921. Avec la diminution des actions de grèves à partir de 1921, l’influence des Sindicatos Libres s’amenuisa également car leur activité violente devenait moins utile pour les employeurs.
Pendant la dictature de Primo de Rivera (1923-1930), les Syndicats libres se propagèrent hors de Barcelone ; vers la fin des années 1920, leurs membres s'élevaient à environ 200 000. Cependant, les mesures prises par de Primo de Rivera pour réprimer les anarcho-syndicalistes et autres groupes de gauche impliquèrent une baisse des batailles de rue dont ils avaient été des protagonistes.
Sur le plan idéologique, l’organisation a d’abord assumé une sorte de carlisme hétérodoxes avec des penchants potentiellement révolutionnaires ; avec la perte progressive des principes traditionalistes du carlisme, Colin M. Winston soutient que leur évolution fait d’eux la première branche du fascisme espagnol. La Confederación Nacional de Sindicatos Libres (« Confédération nationale des syndicats libres ») disparut juste après la proclamation de la Deuxième République en 1931.